# La Vega (Sevilla)
La Vega es una de las siete comarcas naturales en que tradicionalmente se ha dividido la provincia de Sevilla. Está situada en la parte de la provincia ocupada por el curso medio y bajo del río Guadalquivir. Su relieve es principalmente llano, salvo en la parte de los municipios a los que alcanzan las estribaciones de la Sierra Norte sevillana. La forma de la comarca es irregular, si bien cabría definirla como de luna en fase de cuarto menguante.

## Suelos
Los suelos de la comarca son del tipo franco-vega. Son por lo general profundos y están constituidos por los aportes aluviales del río con origen en la erosión de su curso alto. Son de color gris pardo y de textura franco-arcillosa. Pertenecen a los entisols, suborden fluvent, grupo de los xerofluvent.

## Economía
La principal fuente de riqueza de los municipios que componen la comarca de La Vega es la agricultura, salvo en municipios como el de Camas, en el que predomina el sector industrial.
En lo que se refiere a la producción agraria, gracias a la naturaleza de los suelos que conforman la comarca, la benignidad de su clima y las infraestructuras hidráulicas existentes, se ha implantado una agricultura modernizada y competitiva, basada en la obtención de cosechas tempranas, en la especialización y en los altos rendimientos de las producciones. 

## Pueblos
La comarca sevillana de La Vega está compuesta por 20 municipios, todos ellos ribereños del río Guadalquivir. Son los siguientes:
- Alcalá del Río
- Alcolea del Río
- La Algaba
- Brenes
- Burguillos
- Cantillana
- Lora del Río
- La Rinconada
- Peñaflor
- Tocina
- Villanueva del Río y Minas
- Villaverde del Río